# 八廣
八廣（日语：／ Yahiro */?）是東京都墨田區的町名。現行行政地名為八廣一丁目至八廣六丁目。郵遞區號為131-0041。

## 地理
位於東京都墨田區北端，屬向島地域。東北與葛飾區四木之間以荒川為界，東鄰東墨田，南接文花，西南連京島，西通向島，西北接墨田。町域東北邊的荒川是墨田區-足立區區界。
荒川堤防上有東京都道449號新荒川堤防線，東邊有東京都道449號新荒川堤防線支線，西邊有水戶街道。此外，町域西北部有南北向的京成電鐵，北部設有鐵路車站。

## 歷史
1965年12月1日實施住居表示，吾嬬町西五～九丁目與寺島町六丁目全部、寺島町八丁目部分地區、隅田町四丁目部分地區合併成立。

### 地名由來
這一帶原稱「吾嬬町」（あずままち/あずまちょう），1965年12月1日實施住居表示，寺島町六、八丁目，隅田町四丁目、吾嬬町西五 - 九丁目等八地合併時，採用八個地區的「八」，與「八」所代表的「末廣がり」（意為蓬勃發展。因「八」的兩筆畫越尾端越開，代表未來越來越廣，是吉祥數字）作為新地名。

## 交通

### 鐵路
- 京成電鐵
  - 押上線：八廣站
  - 一～三丁目的最近車站是京成曳舟站

### 巴士
- 都營巴士
  - 中居堀停留所(龜戶方向，錦糸町方向，上野方向)
  - 八廣二丁目停留所
  - 八廣三丁目停留所
  - 八廣四丁目停留所
  - 八廣六丁目停留所
  - 八廣停留所
  - 新四木橋停留所
  - 四木橋南詰停留所(錦糸町方向，淺草方向，上野方向)
  - 社會福祉會館前停留所(平井方向)
  - 東墨田二丁目停留所(平井方向)
  - 橘通停留所(龜戶方面)
  - 明治通停留所(龜戶方面)
- 社區巴士
  - 墨田百景墨丸君、小墨鈴
    - 東北部路線
      - 社會福祉會館(墨田健康屋入口)停留所
      - 東墨田二丁目停留所
      - 八廣（八廣站入口）
      - 三輪里稻荷神社入口停留所
      - 中村醫院

### 道路、橋梁
道路
- 國道6號（水戶街道）
- 東京都道306號王子千住南砂町線（明治通）
- 東京都道449號新荒川堤防線

橋梁
- 荒川
  - 新四木橋（國道6號（水戶街道））
  - 木根川橋（東京都道449號新荒川堤防線）

## 設施
教育
- 墨田區立第三吾嬬小學校（八廣二丁目）
- 墨田區立八廣小學校（八廣五丁目）
- 墨田區立寺島中學校（八廣一丁目）
- 墨田區立吾嬬第二中學校（八廣四丁目）
- 東京都立墨田養護學校（八廣五丁目）

公園
- 八廣棒球場（八廣六丁目）

## 出身人物、相關人物
- 王貞治 - 現:八廣3丁目（舊東京府向島區吾嬬町西）出生。

## 備註
1. ↑  墨田区世帯人口現況8月分[永久]